# Nathan von Brazlaw

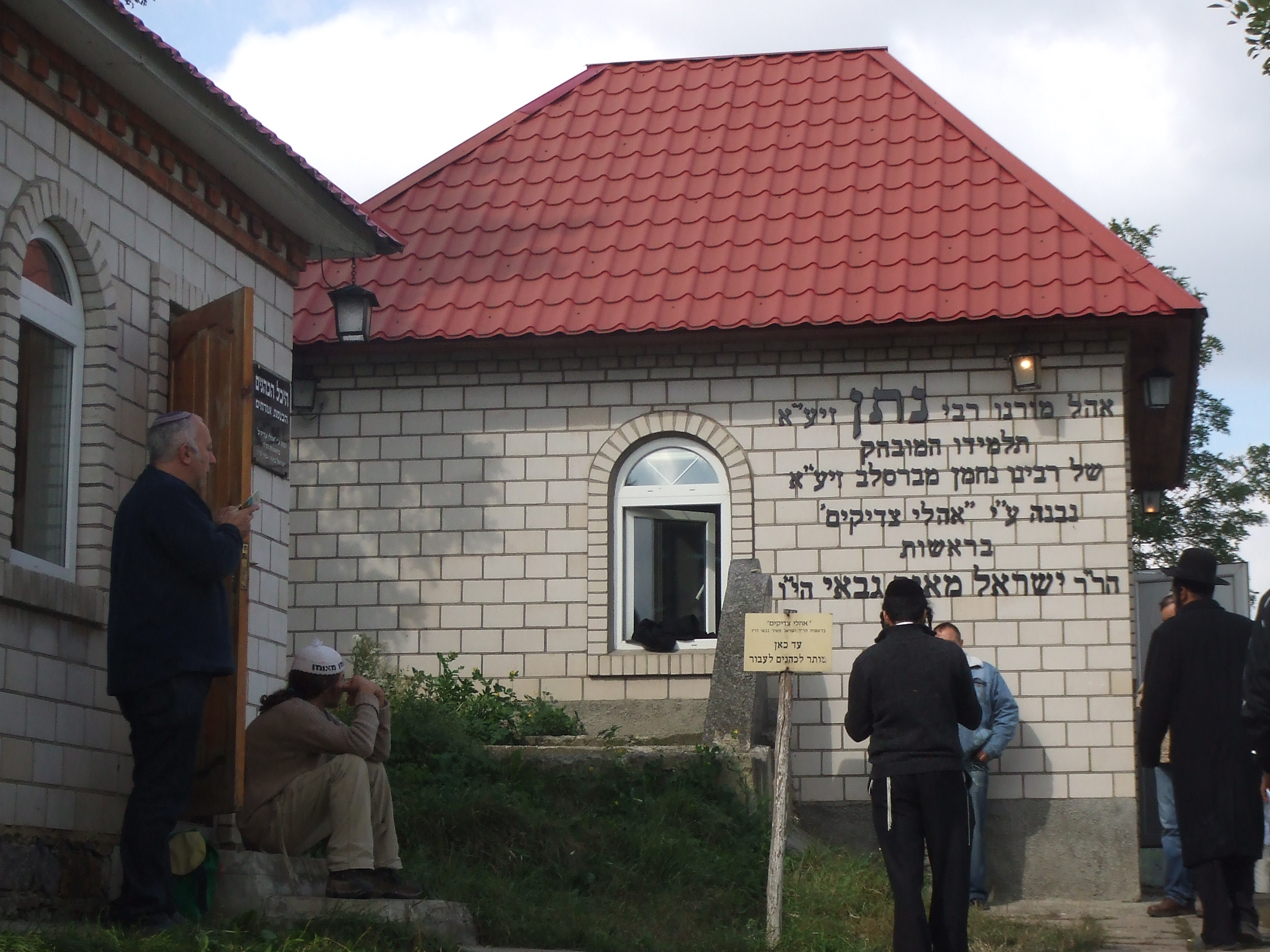
Grab von Rebbe Noson in Brazlaw

Nathan von Brazlaw, jiddisch Rebbe Noson, eigentlich Nathan Sternhartz (geboren am 22. Januar 1780 in Nemyriw; gestorben am 20. Dezember 1844 in Brazlaw) war ein Führer der Brazlawer Chassidim.

## Leben
Nathan als Sohn des Rabbis Naphtali Sternhartz und dessen Frau Chaja Laneh geboren. Er wurde auch Rabbi.
1802 begegnete er erstmals Rabbi Nachman in Brazlaw und wurde dessen wichtigster Schüler. Er schrieb Reden und Ideen von R. Nachman auf und veröffentlichte dessen Werk. Nach dem Tod von R. Nachman führte er die Bewegung der Brazlawer Chassidim, die entstanden war. Er setzte die Edition von dessen Werk fort.
1811 versammelten sich erstmals zu Rosch ha-Schana viele Anhänger am Grab von R. Nachman in Uman.
1830 ließ Nathan eine große Synagoge in Brazlaw für die Chassidim errichten. Nathan war niemals Nachfolger von R. Nachman als Rabbi, da die Brazlawer Chassidim die Wiederkehr von R. Nachman erwarteten.
Nathan starb am 20. Dezember 1844 in Brazlaw.